# NGC 2612
NGC 2612 (другие обозначения — MCG -2-22-20, PGC 24028) — линзовидная галактика в созвездии Гидры. Открыта Джоном Гершелем в 1836 году.
Возможно, галактика являлась источником гравитационных волн, которые наблюдались в 2017 году.
Этот объект входит в число перечисленных в оригинальной редакции «Нового общего каталога».